# Reiårsfossen
Reiårsfossen er et over 200 m højt vandfald ved Rigsvej 9 lige syd for Ose i Setesdal i Agder fylke i Norge. Reiårsfossen fik sit navn fordi en af bygdens husmandssønner Reiår (gammel skrivemåde for Reidar) som havde forelsket sig i en gårdmandspige i Ose.  For at få hende satte bonden som betingelse at han skulle ride over den øverste del af vandfaldet tre gange.  Dette gjorde han, men sagnet fortæller at han ville tage en tur til over fossen til ære for sin kommende brud, hvilket fik de fatale følger at både hesten og Reiår faldt ned og mistede livet. 
Fossen er blevet en turistattraktion og der er etableret en campingplads, Reiårsfossen Camp ved Åraksfjorden nedenfor fossen, hvor der hvert år arrangeres flere festivaler og stævner, bl.a. Ose Countryfestival og den legendariske fiskefestival.  
Det går en helårs bomvej til toppen af fossen og videre indover til det smukke Reiårsvann. 